# اپرای دولتی وین
اپرای دولتی وین (به آلمانی: Wiener Staatsoper) یا اپرای ملی وین یک تالار اپرا در شهر وین در اتریش است.
این اپرا که در سال ۱۸۶۹ تأسیس شده دارای ۱۷۰۹ نفر ظرفیت می‌باشد و برنامه‌های ارکستر فیلارمونیک وین در این سالن برگزار می‌شود.
آدولف هیتلر، پیشوای رایش سوم که علاقه زیادی به معماری داشت، تالار اپرای وین را «باشکوه‌ترین تالار اپرای جهان» نامیده‌است.

## نگارخانه

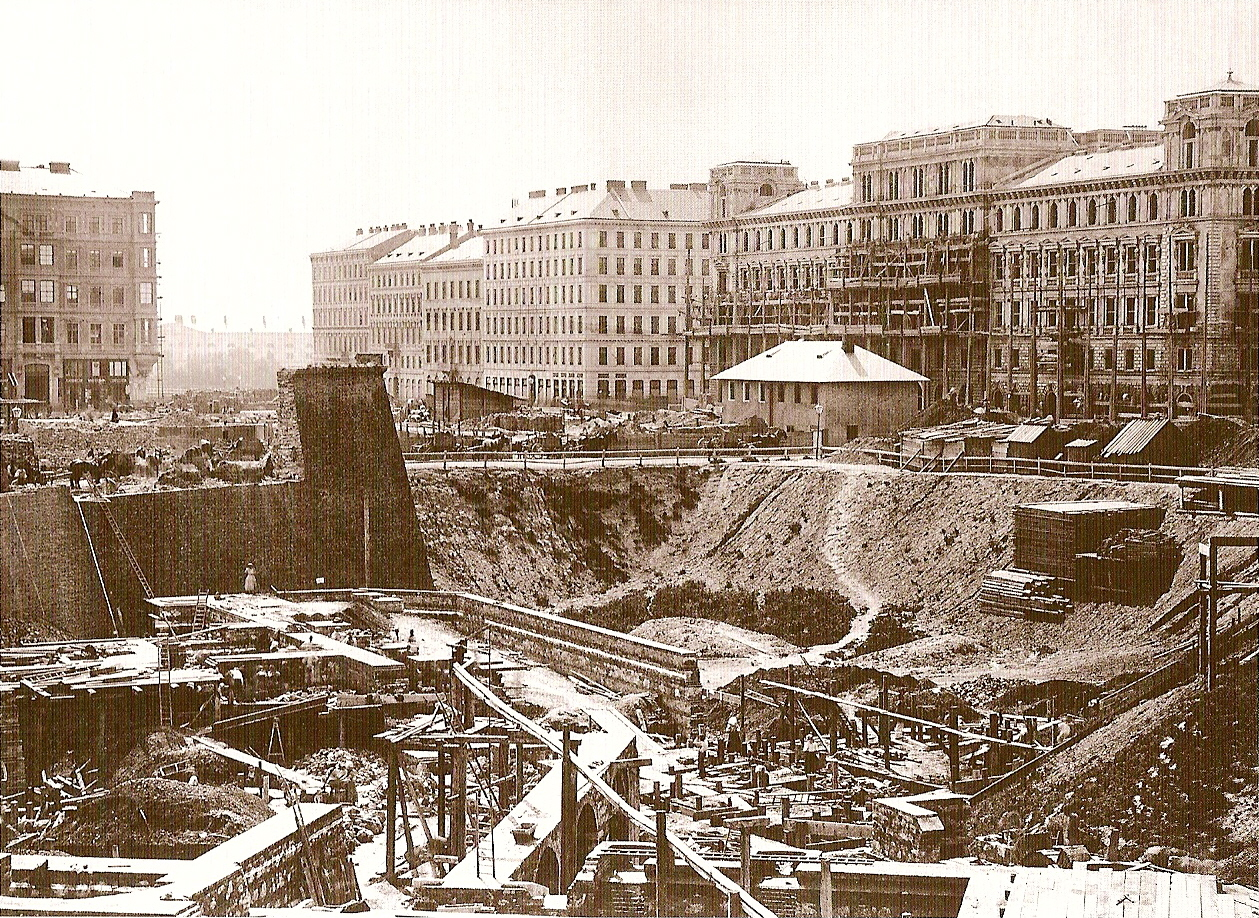
ساختمان در حال ساخت ۱۸۶۳
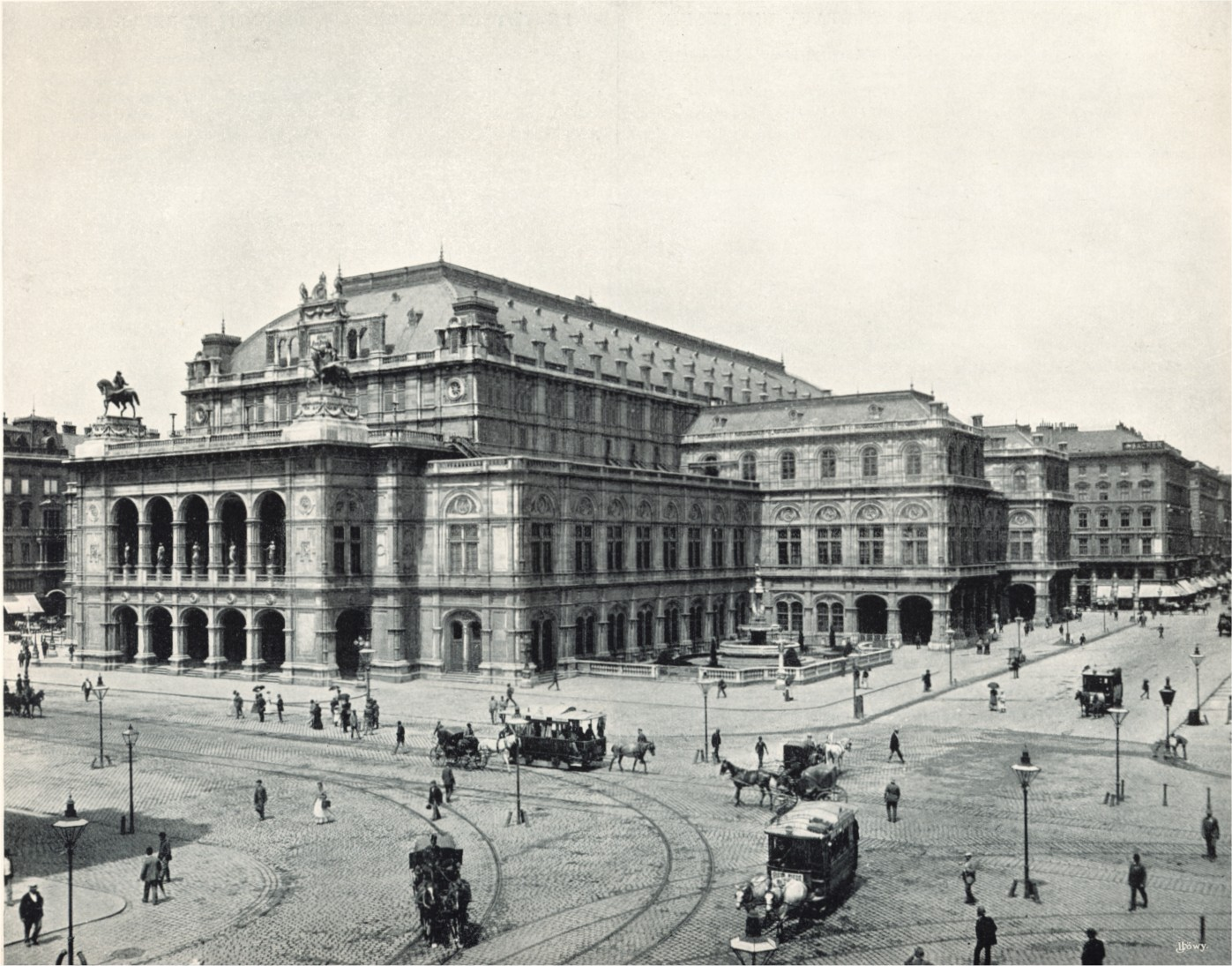
۱۸۹۸
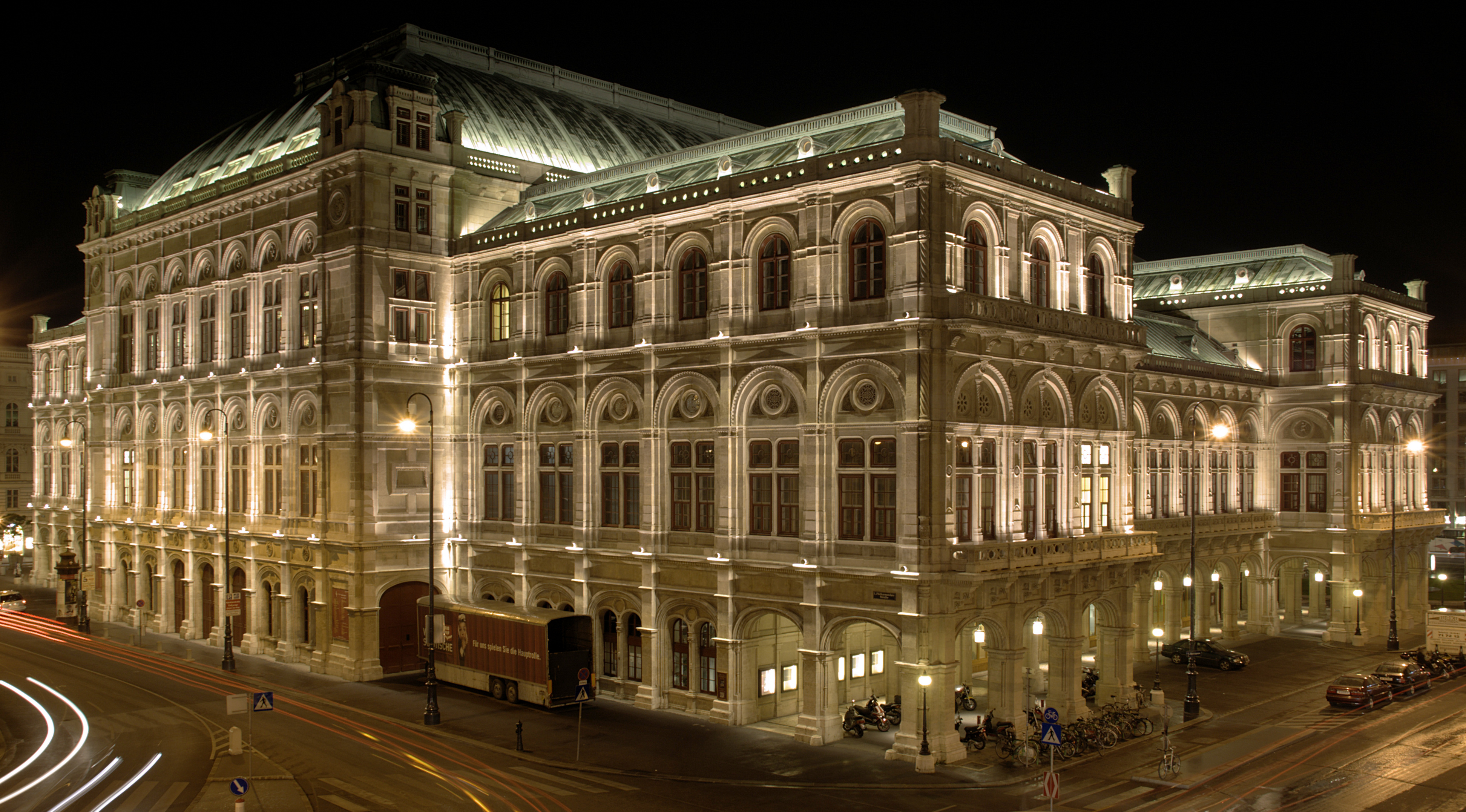
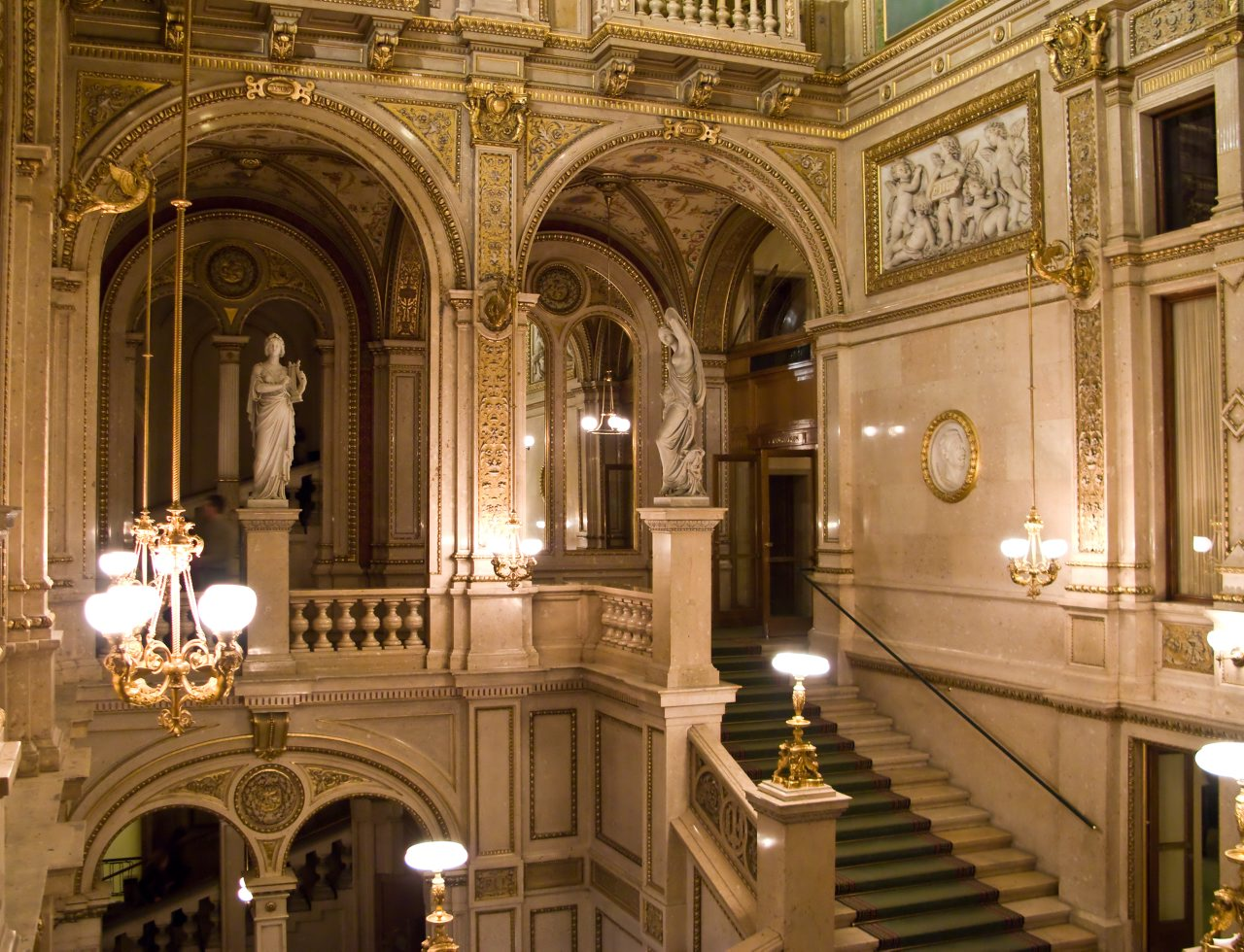
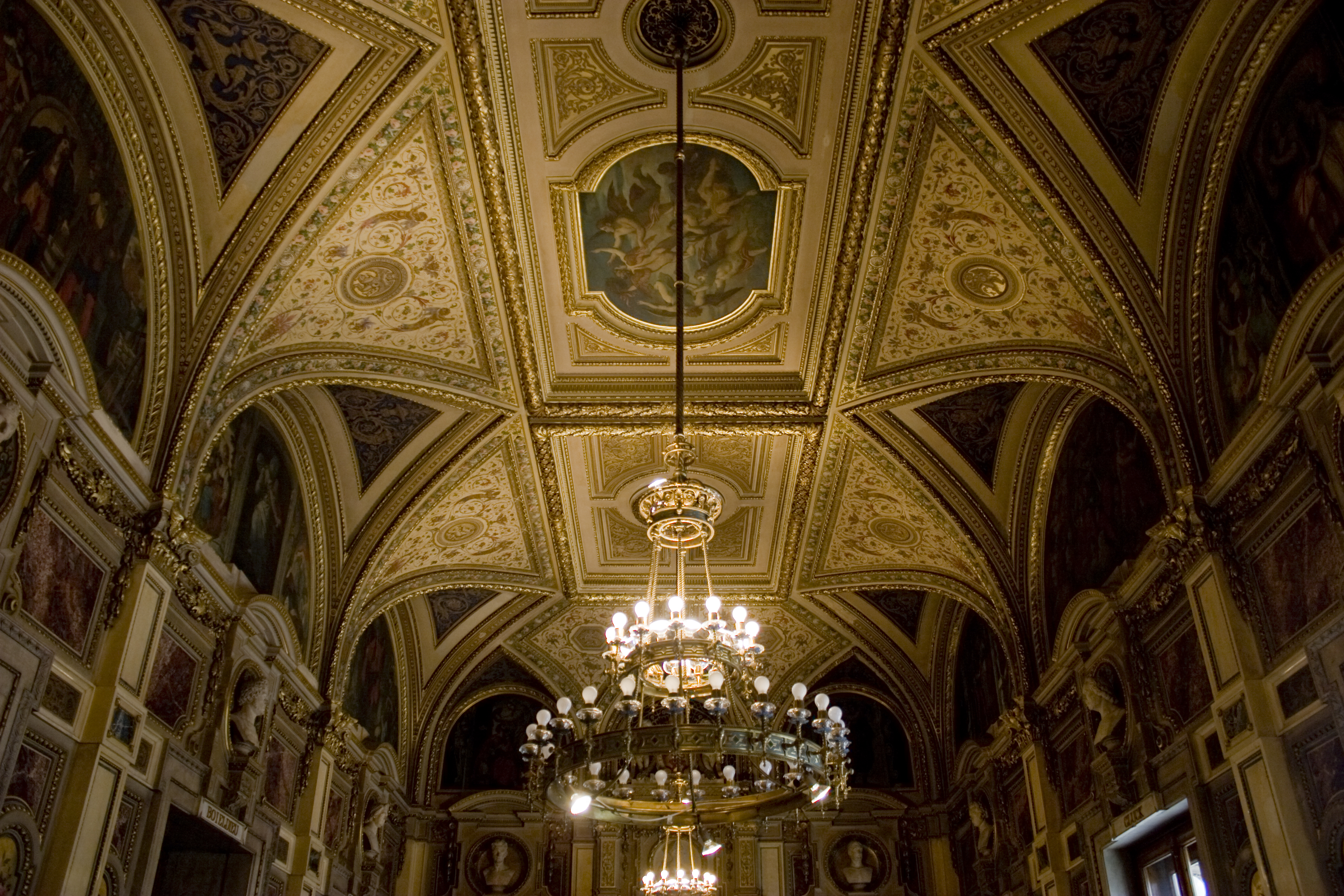
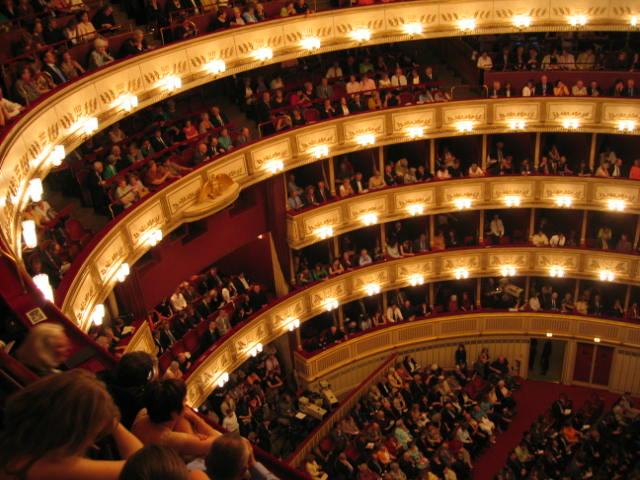
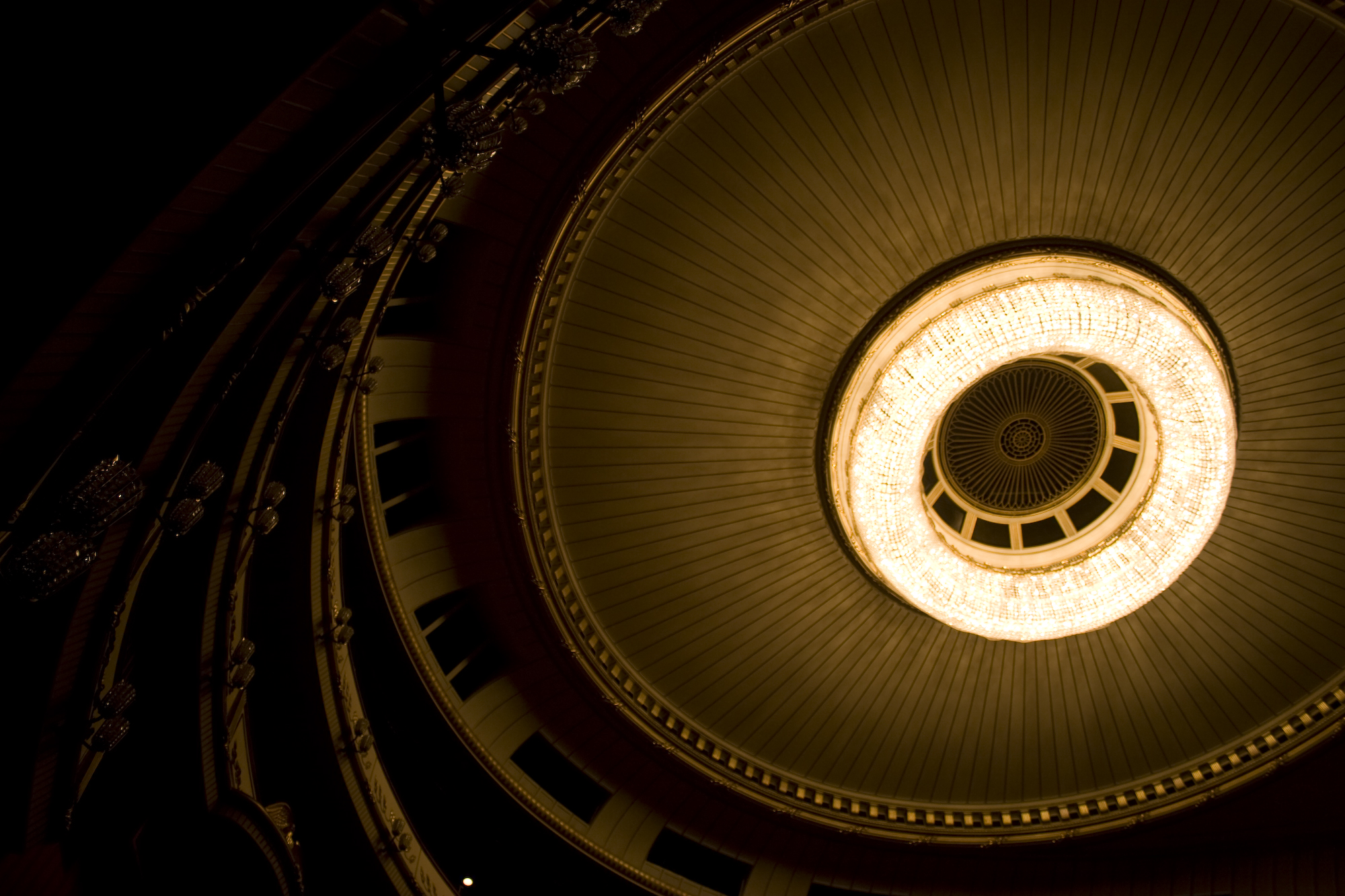
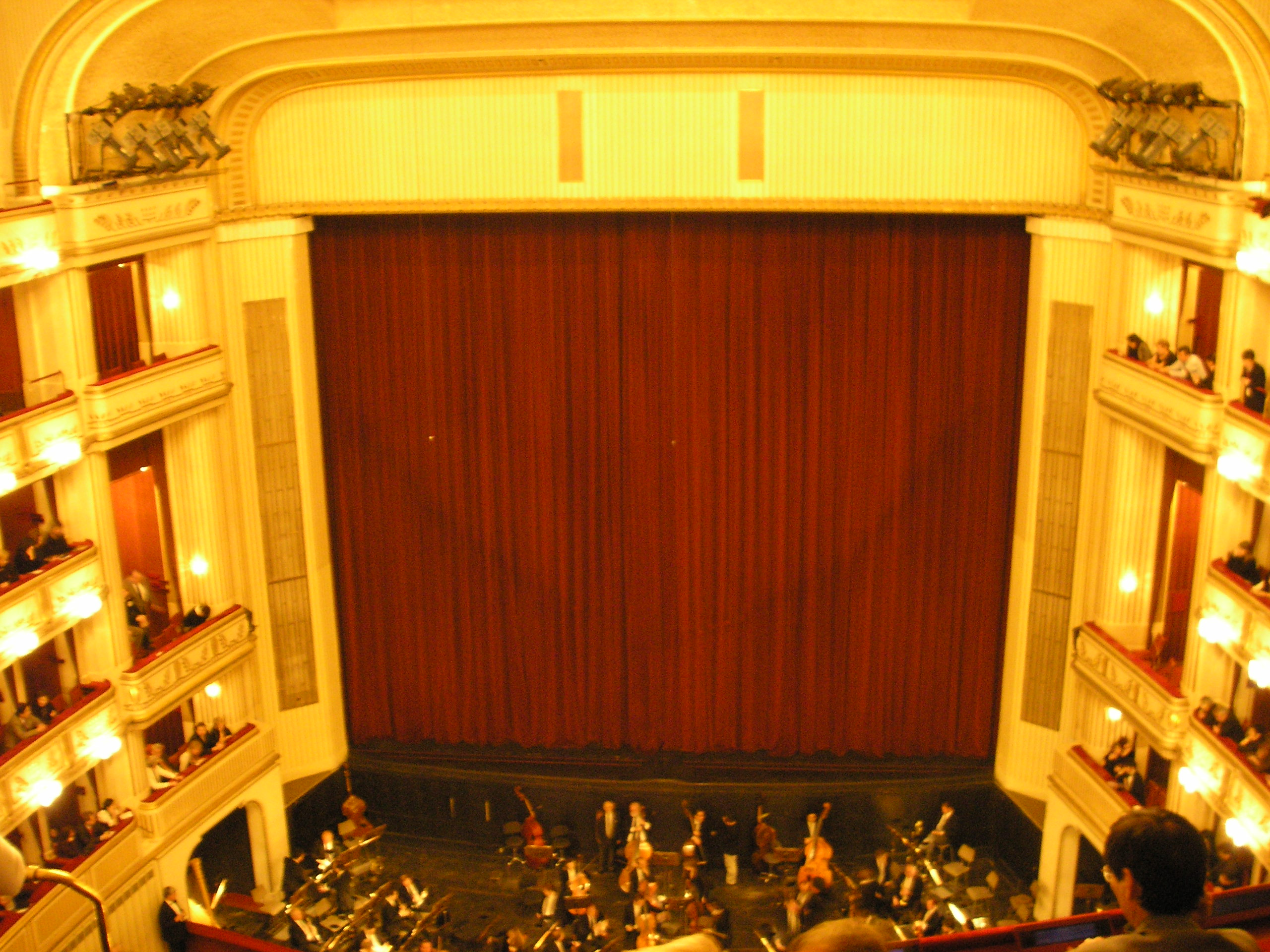
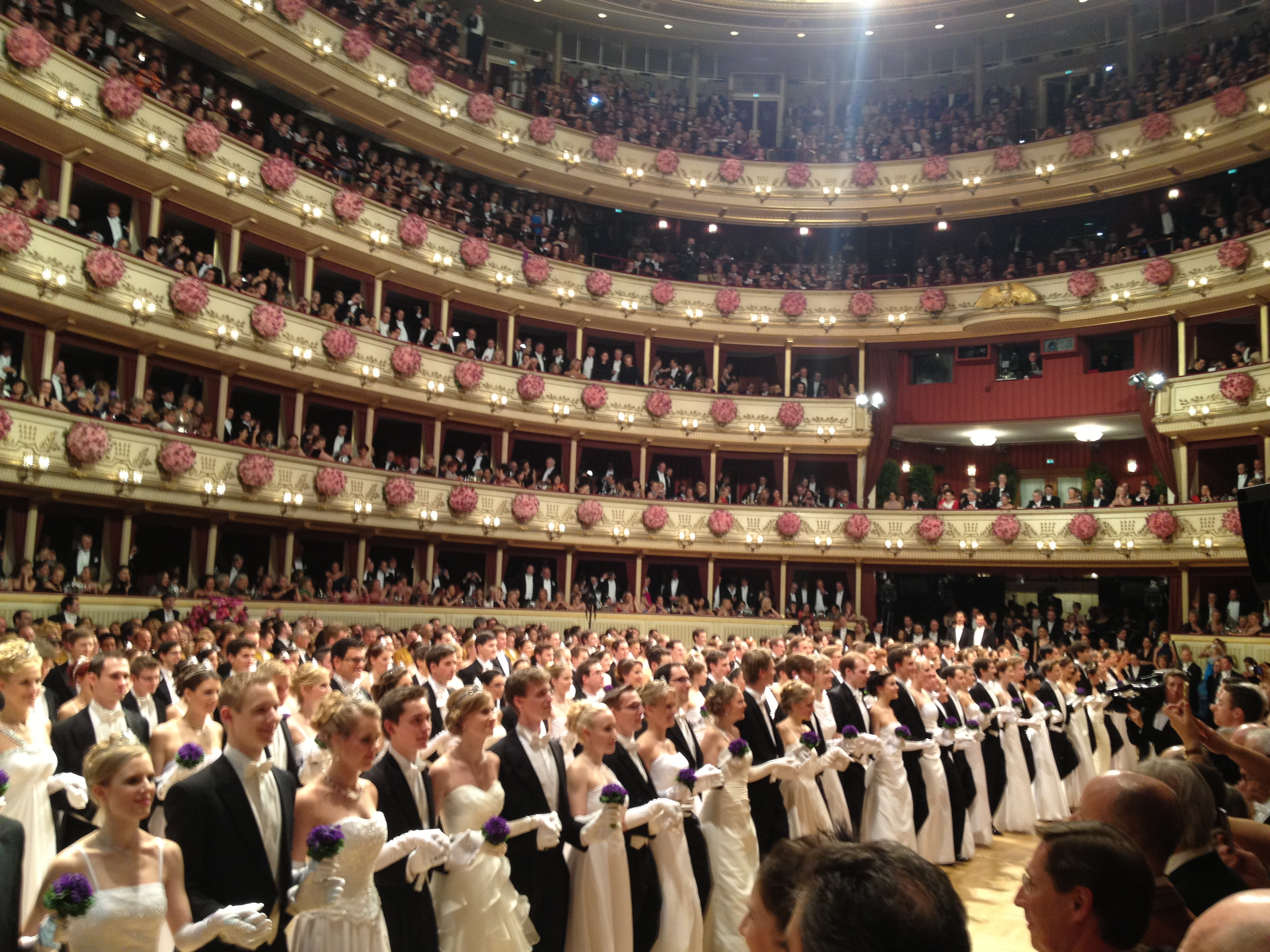
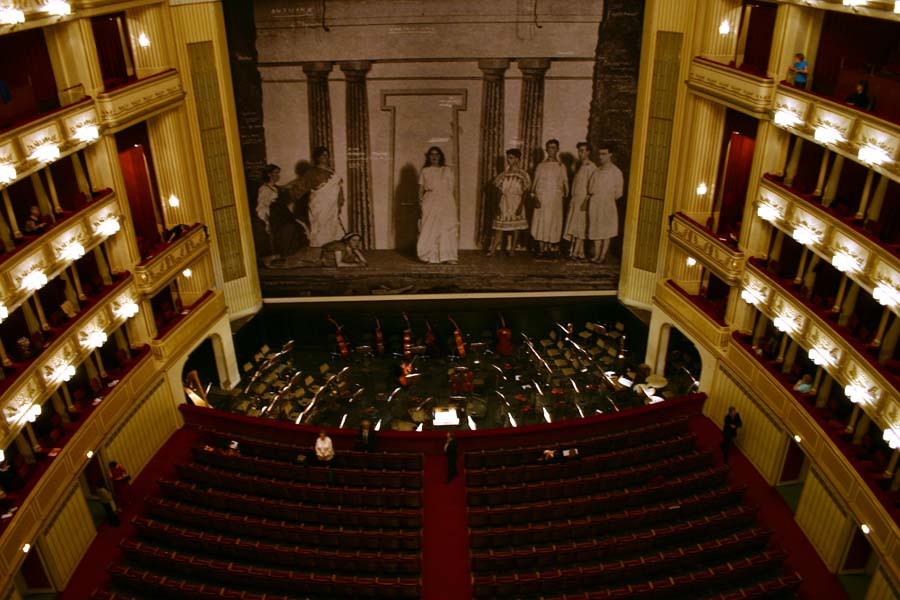